# 동굴의 서

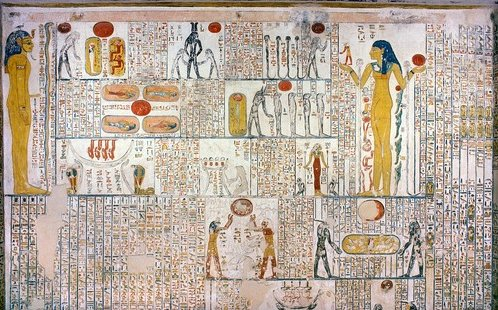

동굴의 서(洞窟의 書, Book of Caverns)는 고대 이집트 신왕국시대 파피루스나 피혁에 무덤의 구조와 장례절차 등을 상형문자로 기록한 주요한 장례문헌중 하나이다.

## 같이 보기
- 이집트 신화
- 사자의 서
- 관문의 서